# Izmir Cup 2012
La Izmir Cup 2012, nota anche come Türk Telecom İzmir Cup per motivi di sponsorizzazione, è stato un torneo professionistico di tennis maschile giocato sul cemento. È stata la 5ª edizione del torneo, facente parte dell'ATP Challenger Tour nell'ambito dell'ATP Challenger Tour 2012. Si è giocato a Smirne in Turchia dal 17 al 23 settembre 2012.

## Partecipanti ATP

### Teste di serie
| Nazionalità | Giocatore        | Ranking* | Testa di serie |
| ----------- | ---------------- | -------- | -------------- |
| Tunisia     | Malek Jaziri     | 104      | 1              |
| Stati Uniti | Michael Russell  | 105      | 2              |
| Canada      | Frank Dancevic   | 130      | 3              |
| Slovacchia  | Karol Beck       | 134      | 4              |
| Russia      | Dmitrij Tursunov | 147      | 5              |
| Russia      | Igor' Kunicyn    | 151      | 6              |
| Stati Uniti | Denis Kudla      | 165      | 7              |
| Ucraina     | Serhij Bubka     | 174      | 8              |

- 1 Ranking al 10 settembre 2012.

### Altri partecipanti
Giocatori che hanno ricevuto una wild card:
- Haluk Akkoyun
- Tuna Altuna
- Durukan Durmus
- Efe Yurtacan

Giocatori che hanno ricevuto un entry come special exempt:
- Tomislav Brkić

Giocatori che sono passati dalle qualificazioni:
- Mirza Bašić
- James McGeae
- Ruan Roelofse
- Luca Vanni
- Roman Borvanov (lucky loser)

## Campioni

### Singolare
- Dmitrij Tursunov ha battuto in finale  Illja Marčenko con il punteggio di 7–6(4), 6(5)–7, 6–3

### Doppio
- David Rice /  Sean Thornley hanno battuto in finale  Brydan Klein /  Dane Propoggia, 7–6(8), 6–2